# Lombardisk
Lombardisk er en dialektgruppe eller samling af sprogvarianter som hovedsageligt tales i Norditalien (fortrinsvis i Lombardiet og i
tilgrænsende områder) og i det sydlige Schweiz (Ticino og Graubünden). Lombardisk tilhører den gallo-romanske
gruppe af de romanske sprog.
De to hovedvarianter vestlombardisk og østlombardisk er meget forskellig og er ikke altid indbyrdes forståelige. Tidligere talte man udelukkende dialekten, men i dag taler næsten alle enten italiensk eller fransk. Lombardisk står stærkere i Schweiz end i Italien. Der findes en del ældre litteratur på lombardisk.
Liga nord har erklæret at de støtter uddannelse i lombardisk i skolerne.